# 長洲石刻

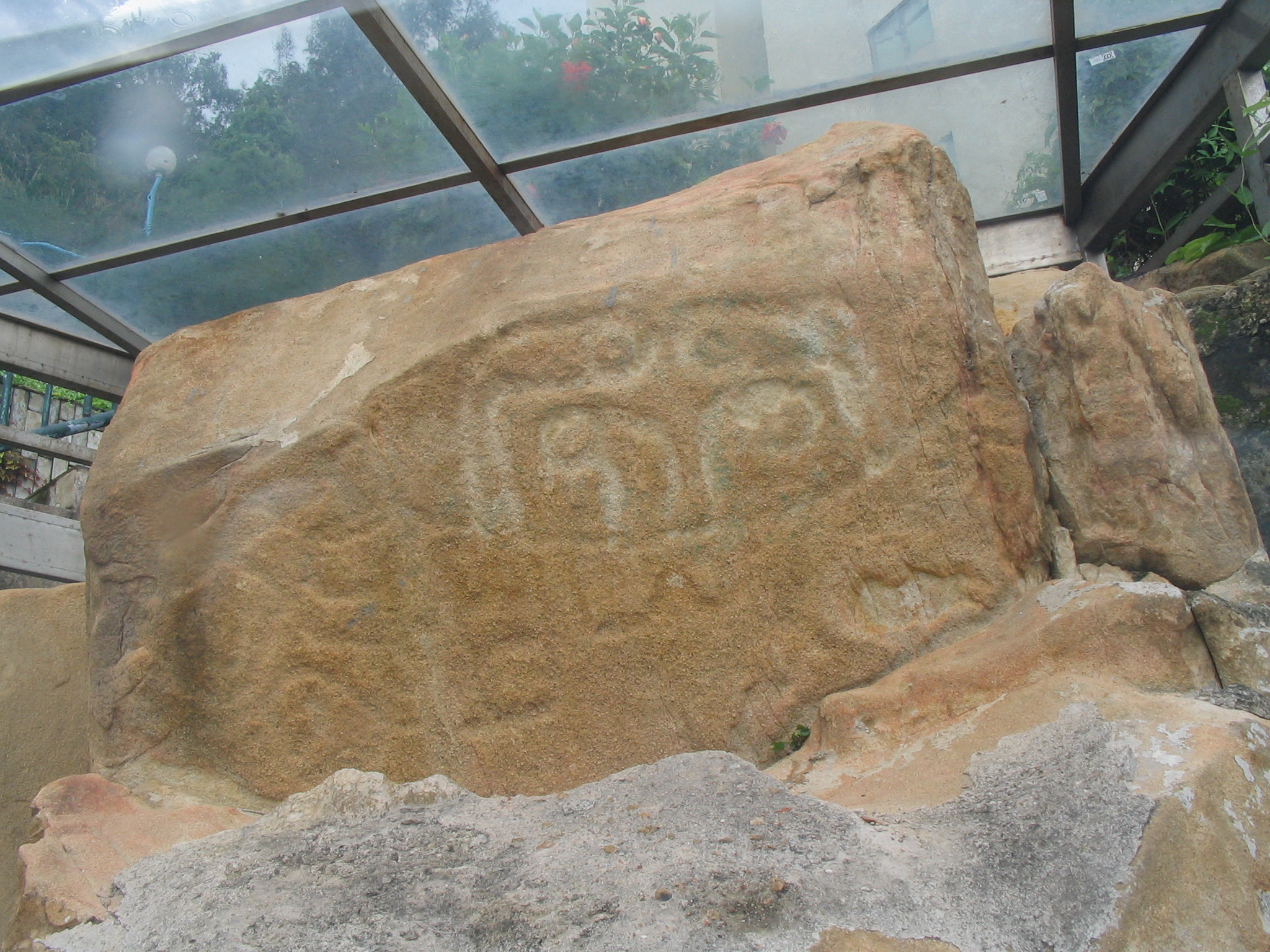
長洲石刻

長洲石刻是香港長洲島上的一個古蹟，位於長洲的東南部，東灣和觀音灣之間，華威酒店的山坡下。石刻的刻鑿年代尚無從稽考，不過它的紋飾和青銅時代的紋飾較為相似，因此可能是由前14世纪的先民所刻。石刻上有由數條曲線環繞著小凹槽構成的兩組紋飾，但經過風化，其紋理已不太清楚。
石刻於1970年被一位地質學家發現，已被香港政府列為香港法定古蹟。

## 圖集
- 長洲石刻的更新版介紹牌，攝於2018年5月15日
- 長洲石刻的舊版介紹牌，攝於2007年7月1日
- 由玻璃箱保護著的長洲石刻

## 外部連結
- 長洲石刻 康樂及文化事務署 古物古蹟辦事處